# ملعب ألفونس ماسيمبا-ديبات
ملعب ألفونس ماسيمبا-ديبات هو ملعب متعدد الاستخدام يقع في برازافيل عاصمة جمهورية الكونغو . غالبا ما يتم استخدامه لمباريات كرة القدم . يسع الملعب لجلوس 27 ألف متفرج . يعتبر الملعب الرسمي الذي يخوض فيه منتخب جمهورية الكونغو مبارياته الدولية .